# Giuseppe Berardi
Giuseppe Berardi, italijanski rimskokatoliški duhovnik, škof in kardinal, * 28. september 1862, Ceccano, † 6. april 1878.

## Življenjepis
19. marca 1862 je prejel duhovniško posvečenje.
7. aprila 1862 je bil imenovan za naslovnega nadškofa Niceje in 8. novembra 1863 je prejel škofovsko posvečenje.
13. marca 1868 je bil povzdignjen v kardinala in imenovan za kardinal-duhovnika Ss. Marcellino e Pietro.